# 63 (număr)
63 (șaizeci și trei) este numărul natural care urmează după 62 și este urmat de 64.

## În matematică
- 63
- Este un număr compus,[1][2] având divizorii: 1, 3, 7, 9, 21, 63.
- Este un număr deficient.[3][4]
- Este un număr extrem cototient[5][6]
- Este un număr Mersenne,[7][8] adică de forma 2n − 1 (unde n = 6), dar nu este un număr prim Mersenne deoarece n nu este un număr prim, iar 63 nu este prim. Este singurul număr din șirul Mersenne al cărui factori primi sunt fiecare factori ai cel puțin un element precedent din șir.
- Este un număr harshad în bazele 3–5, 7, 9, 10, 15, 19, 21, 43, 55, 57, 61 și în toate bazele mai mari de 62.[9][10]
- Este un număr rotund.[11][12]
- Este un număr Størmer.[13][14]
- Este un număr Woodall, adică un număr de forma 2nn − 1, unde n = 4.[15]
- Este un număr Delannoy central.[16]
- Este un număr octaedric.[17][18]
- Este un număr centrat octaedric.[19]
- Este un număr 22-gonal.[20][21]
- Este suma puterilor lui 2 de la 0 la 5: 63 = 20 + 21 + 22 + 23 + 24 + 25.
- Este un număr palindromic și un număr repdigit în bazele de numerație 2 (1111112), 4 (3334), 8 (778), 20 (3320) și 62 (1162).

## În știință
- Este numărul atomic al europiului.[22]

### Astronomie
- NGC 63 este o galaxie spirală din constelația Peștii.
- Messier 63 (Galaxia Floarea-Soarelui) este o galaxie din constelația Câinii de Vânătoare.
- 63 Ausonia este o planetă minoră.

## În alte domenii
Șaizeci și trei se poate referi la:
- Prefixul telefonic internațional al insulelor Filipine.[23]
- Este codul pentru departamentul francez Puy-de-Dôme.
- Stoner 63 este un tip de armă.